# Alvarkalkmossa
Alvarkalkmossa (Tortella densa) är en bladmossart som först beskrevs av Lor. och Mol., och fick sitt nu gällande namn av Crundw. och Nyh.. Alvarkalkmossa ingår i släktet kalkmossor, och familjen Pottiaceae. Arten är reproducerande i Sverige.